# Glen Avon
Glen Avon ist ein Stadtteil von Jurupa Valley im Riverside County im US-Bundesstaat Kalifornien. Der ehemalige Census-designated place wurde zum 1. Juli 2011 eingemeindet. Im Jahr 2010 wurden 20.976 Einwohner gezählt.

## Geografie
Glen Avon lag im Nordwesten des Riverside Countys in Kalifornien, USA. Der Ort hatte 20.199 Einwohner (Stand: 2010) und dehnte sich auf eine Fläche von 21,066 km² aus, wovon 20,976 km² Land- und 0,090 km² Wasserfläche waren. Im Norden grenzte der Ort an das San Bernardino County.
In Glen Avon lag die Giftmüllhalde Stringfellow Acid Pits.

## Entstehung von Jurupa Valley
Am 8. März 2011 entschieden sich die Bürger der Census-designated places Mira Loma, Pedley, Rubidoux, Glen Avon und Sunnyslope mit 54,03 % Ja-Stimmen für eine Zusammenlegung ihrer Heimatorte zur neuen City of Jurupa Valley. Die Entscheidung wurde am 1. Juli 2011 wirksam.

## Politik
Glen Avon war Teil des 31. Distrikts im Senat von Kalifornien, der momentan vom Demokraten Richard Roth vertreten wird, und dem 66. sowie 71. Distrikt der California State Assembly, vertreten vom Demokraten Al Muratsuchi beziehungsweise dem Republikaner Brian Jones. Des Weiteren gehörte Glen Avon Kaliforniens 44. Kongresswahlbezirk an, der einen Cook Partisan Voting Index von D+29 hat und von der Demokratin Janice Hahn vertreten wird.